# Wilma Thörnkvist
Wilma Thörnkvist, även skrivet Thörnqvist, född 9 november 2000, är en svensk fotbollsspelare som spelar för IK Uppsala.

## Fotbollskarriär
Thörnkvists moderklubb är Tranås FF. Inför säsongen 2016 gick hon till Linköpings FC. Den 2 september 2016 debuterade Thörnkvist i Damallsvenskan i en 7–0-vinst över Kvarnsvedens IK, där hon blev inbytt i den 72:a minuten mot Pernille Harder. Inför säsongen 2017 flyttades Thörnkvist upp i A-lagstruppen. I december 2020 förlängde hon sitt kontrakt i Linköpings FC med ett år.
I december 2021 värvades Thörnkvist av IK Uppsala, där han skrev på ett ettårskontrakt.

## Bandykarriär
Thörnkvist var uttagen i Sveriges trupp till F17-världsmästerskapet i bandy 2017. Hon var med och vann guld efter att Sverige besegrat Ryssland med 3–1 i finalen.

## Meriter
Linköpings FC
- Damallsvenskan (2): 2016, 2017